# اوراق قرضه جنگی

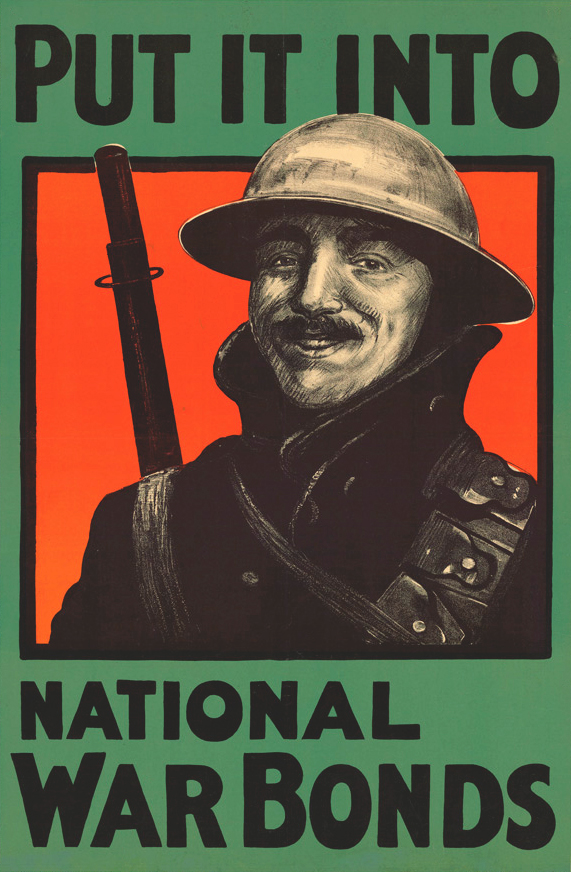
تبلیغ اوراق قرضه جنگی ملی بریتانیا (۱۹۱۸)

اوراق قرضه جنگی (انگلیسی: War bond) اوراق بهاداری است که توسط دولت‌مردان برای تأمین هزینه عملیات جنگ یا دیگر هزینه‌های زمان جنگ، منتشر می‌شود. در عمل، دولت‌مردان عصر جدید، با به گردش درآوردن پول اضافی هزینه‌های جنگ را تأمین می کنند و فایده اوراق قرضه در این فرایند، جمع‌آوری نقدینگی در گردش برای مهار تورم است. اوراق قرضه جنگی یا به صورت اوراق خرده به عموم مردم عرضه می‌شوند یا به صورت اوراق عمده در بازار بورس عرضه می‌شوند. 
تشویق به خرید اوراق قرضه جنگی اغلب با تحریک میهن‌پرستی و وجدان همراه است. اوراق قرضه جنگی خرد، مانند دیگر اوراق قرضه خرد تمایل دارند بازده‌ای داشته باشند که از آن‌چه بازار پیشنهاد می‌دهد، پایین‌تر باشد و اغلب طیف وسیعی از اجناس را پوشش می‌دهد تا خریدش برای همه شهروندان، مقرون به صرفه باشد.